# Beppie Nooy

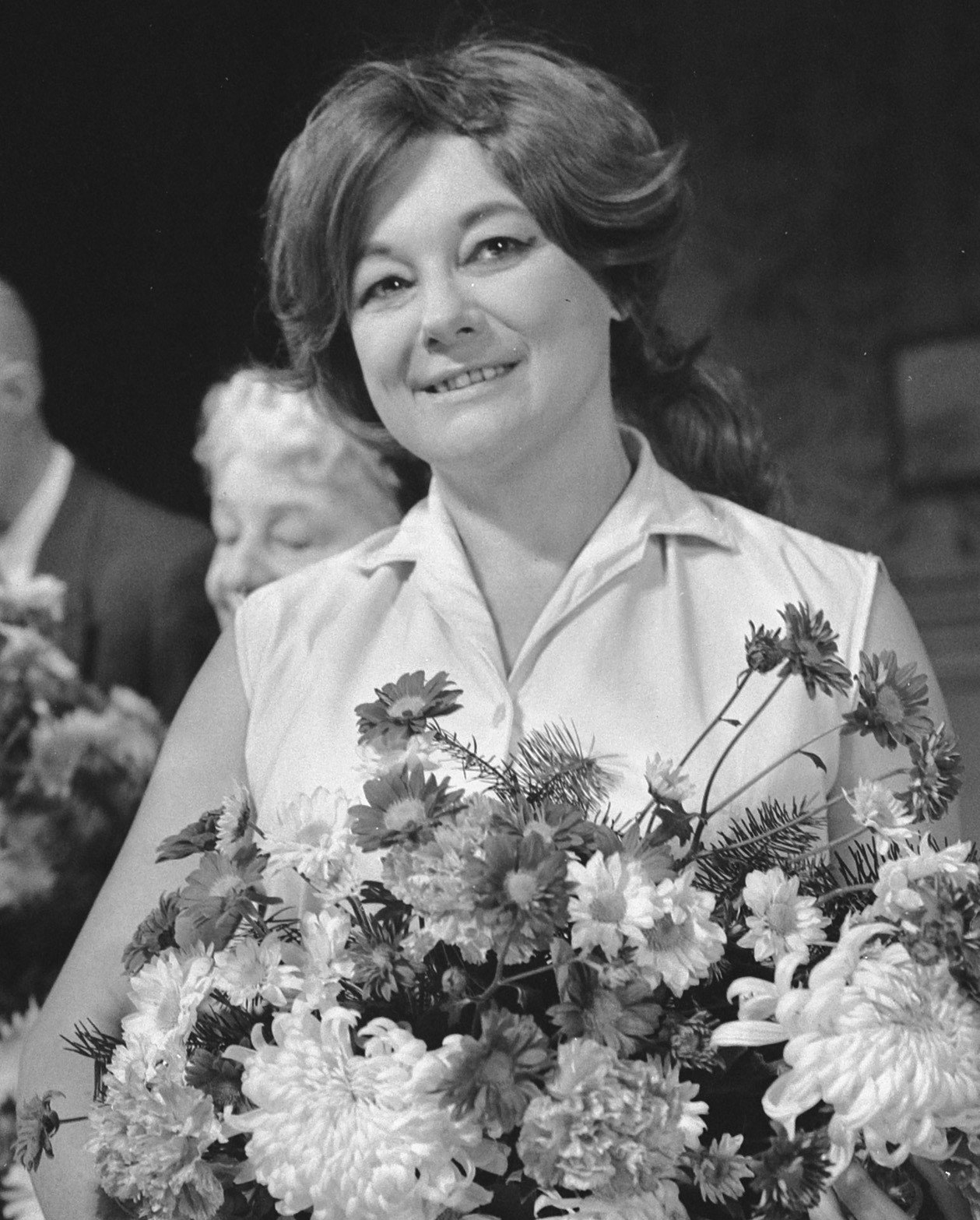
Beppie Nooy

Beppie Nooy (* 26. Januar 1919 in Amsterdam; † 30. Juli 1979 ebenda) war eine niederländische Schauspielerin, Regisseurin und Bühnenmanagerin.

## Leben
Beppie Nooy wurde am 26. Januar 1919 in Amsterdam geboren. Sie war die Tochter der Schauspieler Johannes Martinus Jan Nooy (1888–1962) und Elisabeth Blaaser (1893–1976). Sie war das einzige Kind aus der Ehe von Nooy und Blaaster, hatte aber aus der früheren Ehe ihres Vaters eine Halbschwester Mientje (geb. 1911) und einen Halbbruder Jan, sowie eine Halbschwester Riny (1920–2009), Tochter ihres Vaters und ihrer Tante Rina Blaaser. Sie hatte zunächst nicht vor, zur Bühne zugehen, auch wenn sie im Alter von sieben Jahren als einer der sieben Zwerge in „Schneewittchen“, einer Inszenierung ihres Vaters, spielte. Nach der Grundschule besuchte sie die Handelsschule. Sie wurde dennoch Schauspielerin, da sie zunächst als Ersatz einspringen musste und dann Gefallen an der Arbeit fand. Für die Kompanie ihres Vaters, die Jan Nooy Kompanie spielte sie zunächst Kinderrollen. Sie spielte mit den Ensembles von Herman Bouber und Berry Kiewits und Gerard Walden sowie mit Het Vrolijk Toneel.
Beppie Nooy heiratete am 25. Oktober 1949 den Piloten Gerhard Adelbert Hinrichs (1911–1985) in Amsterdam. Ihr Sohn Gerhard Adelbert Claassen Goudschil wurde 1950 geboren und 1952 der Sohn Martin Johan Adriaan. Nach Kriegsausbruch trat sie erneut auf, im Kinderstück Tijs Wijs (Juli 1941). Ihr nächster Auftritt fand einige Monate nach der Befreiung statt. Sie spielte in der Saison 1946/47 in der Kompanie ihres Vaters und lernte in dieser Zeit den Sänger und Spieler Bert Silvester kennen. Mit ihm hatte sie einen Sohn Richard William, er wurde 1948 geboren und galt zunächst als Sohn von Hinrichs. Nach der Scheidung von Hinrichs heiratete sie am 4. August 1956 Bert Silvester. Die Ehe wurde am 24. Juli 1963 geschieden.

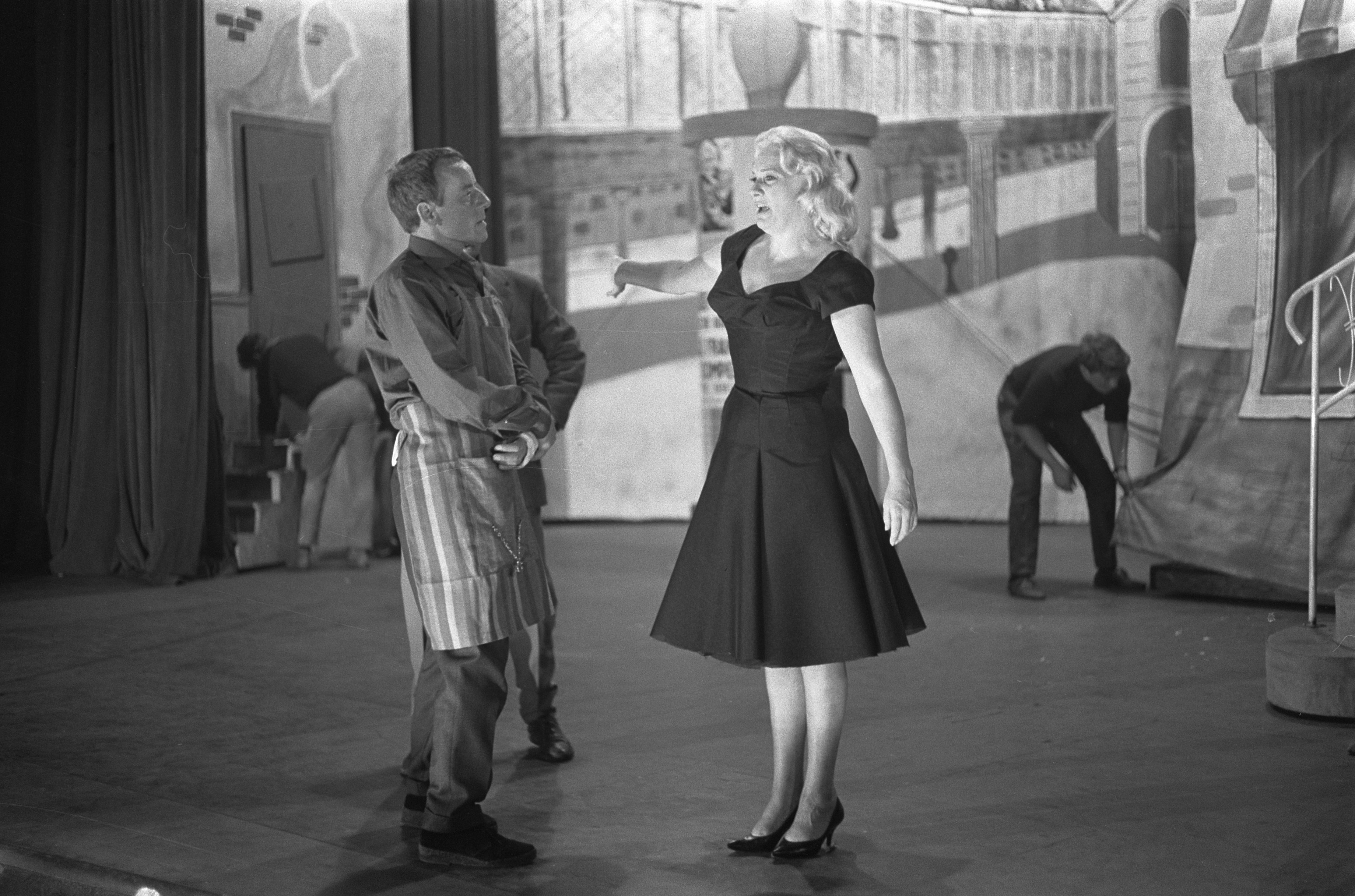
Beppie Nooy bei den Proben zu „Irma la Douce“, 1962

Nooy trat die ersten zehn Jahre nach dem Zweiten Weltkrieg mit der Kompanie ihres Vaters auf, aber auch mehrere Saisons lang mit denen von Toon Hermans und Wim Sonneveld. 1955 übernahm sie die Leitung der Jan Nooy Kompanie von ihrer Mutter, die diese zwei Jahre geführt hatte, nach dem Jan Nooy einen Schlaganfall erlitten hatte, aber die Leitung abgeben wollte. Sie blieb als Schauspielerin bei der Kompanie. Beppie Nooy änderte den Namen in Het Amsterdams Toneel und wenig später in Het Amsterdams Volkstoneel. Sie hatte keine Erfahrung in der Leitung einer Theatergruppe, aber sie hatte eine „geschäftliche Ader“, die sie, wie sie sagte, von ihrem Vater geerbt hatte. Beppie Nooy führte nicht nur Regie geführt, sondern spielte auch weiter.
Der Amsterdamer Volkstoneel finanzierte sich selbst, somit konnten keine hohen Gagen gezahlt werden. Die Kompanie lebte hauptsächlich von bestellten Aufführungen. In den Jahren 1950–1970 hatte es einige sehr erfolgreiche Stücke in seinem Repertoire, insbesondere „De Jantjes“ von Herman Bouber und „Rooie Sien“ von Marius Spree, das Ende 1965 seine 1250. Aufführung erlebte. Die Schauspieler erhielten von den Einnahmen ihr Gehalt, aber, wenn alles gut ging, konnte auch ein neues Bühnenbild und ein eigener Bus für den Transport angeschafft werden. Neben den altehrwürdigen Erfolgsstücken der Truppe ihres Vaters fügte Beppie Nooy auch modernere Stücke zum Repertoire hinzu und modernisierte die alten.
Zusätzlich eröffnete Beppie Nooy 1964 ein Restaurant in Amsterdam und nannte es „Harap Berkat“. Eine Anspielung auf das Theaterstück, in dem ihre Mutter für Aufsehen sorgte. Es war als Investition gedacht, jedoch drohte dem Gebäude der Einsturz und das Restaurant musste schließen.
Das 10-jährige Jubiläum des nicht subventionierten Amsterdamer Volkstoneel im Jahr 1966 wurde mit der nicht sehr erfolgreichen Aufführungen von „Blanke ballast“ nach einer Adaption von „White Cargo“ von Leon Gordon gefeiert. Beppie Nooy fand es unfair, dass ihre Kompanie keinen Anspruch auf Hilfen hatte. Diese bekamen zumeist nur die „großen“ Unternehmen, die moderne Stücke inszenierten, welche viele Menschen oftmals gar nicht verstanden. Ihrer Meinung sollten aber auch diese Menschen das Recht haben Theaterstücke zu sehen. Erst 1970 bekam sie den ersten bescheidenen Zuschuss vom Ministerium für Kultur, Freizeit und Soziale Arbeit. In den folgenden Jahren veröffentlichten Beppie Nooy und ihr Amsterdams Volkstoneel unter anderem „Liefde is ... had je me maar“ (Revue von Beppie Nooy und Sohn Dick), den Klassiker „Op Hoop Van Blessing“ von Herman Heijermans, „Het kind van de buurvrouw“ von Bouber, Lieder von Jos Brink und „Als je lacht dan ben je rijk“ von Bouber, Lieder: Louis Davids und Margie Morris. Im Jahr 1976, dem Jahr, in dem ihre Mutter starb, trat Beppie Nooy im Musical Gypsy auf, doch sie beendete die Tournee nicht und wechselte ihre Rolle. Die Produktion anlässlich ihres geplanten Abschieds von der Bühne, „Eine Frau wie Beppie“ (1976), war ein Flop. Sie brach zusammen und zog sich in ihr Haus zurück.
Beppie Nooy hatte sich jedoch nicht endgültig von der Bühne zurückgezogen. Sie kehrte als Regisseurin und Bühnenmanagerin zurück. 1978 wurde das 25-jährige Jubiläum von Het Amsterdams Volkstoneel mit Auftritten von Rooie Sien gefeiert. Die Premiere fand in der Stadsschouwburg Haarlem mit ihrer Schwiegertochter Carry Tefsen, der Frau ihres Sohnes Ger, in der Hauptrolle statt. Während dieser Zeit litt Nooy unter Schmerzanfällen, arbeitete aber trotzdem weiter. 1979 wurde bei ihr Krebs diagnostiziert. Sie erlebte ihre Ernennung zum Ritter des Ordens von Oranien-Nassau, drei Jahre nachdem ihrer Mutter diese Ehre zuteilgeworden war, konnte den ihr verliehenen Johan-Kaart-Preis jedoch nicht mehr entgegennehmen. Beppie Nooy starb am 30. Juli 1979 und wurde am Grab ihrer Eltern im Zorgvlied in Amsterdam beigesetzt.